# Сен-Лифар
Сен-Лифар (фр. Saint-Lyphard) — коммуна на западе Франции, находится в регионе Пеи-де-ла-Луар, департамент Атлантическая Луара, округ Сен-Назер, кантон Геранд. Расположена в 20 км к северу от г. Сен-Назер и в 52 км к юго-востоку от Вана, в 14 км от национальной автомагистрали N165 (Е60). Восточную часть территории коммуны занимает обширное болото Гран-Бриер.
Население (2017) — 4760 человек.

## История
Кремнёвые наконечники стрел эпохи мезолита (8000—5000 лет до нашей эры), найденные у деревни Керло, свидетельствуют о проживании здесь людей. От периода неолита (5000—5000 лет до нашей эры) сохранилось несколько мегалитов, самый известный из которых – дольмен Кербур. Также на территории коммуны обнаружены многочисленные фрагменты поселений галло-римского периода.
С VI века приход относится к монашеской общине в Мён-сюр-Луаре (Meung-sur-Loire), из которой вышел Святой Лифард Орлеанский, в честь которого впоследствии были названы церковь и само поселение. 
В XII веке приход Сен-Лифар принадлежал тамплиерам; приблизительно в 1280 году он отделяется от Геранда. 
Сен-Лифар в силу своей удаленности остался в стороне от революции 1789 года. Грамоты короля Людовика XVI и декреты Учредительного собрания, датированные 12 ноября 1789 года, дошли до коммуны только в феврале 1790 года. Призыв 1793 года[какой?] не вызвал энтузиазма у жителей коммуны, и 14 марта жители Сен-Лифара присоединились к восстанию. 18 марта около шести тысяч крестьян двинулись на Геранд, но слухов о прибытии в город республиканских сил оказалось достаточно для того, чтобы большинство повстанцев разбежалось. 
Немецкие войска захватили город уже в июне 1940 года и возводили на территории коммуны укрепления, призыванные воспрепятствовать нападению на Сен-Назер с северо-запада. Поселок неоднократно подвергался бомбардировкам союзников. В конце Второй мировой войны Сен-Лифар, как и большая часть территории вокруг Сен-Назера, оставался под контролем немцев значительно дольше, чем большая часть северо-западной Франции. Местный гарнизон сложил оружие только 11 мая 1945 года.

## Достопримечательности
- Церковь Святого Лифарда в стиле неоготика конца XIX века
- Дольмен Кербур (Kerbourg)
- Деревня Керине (Kerhinet), демонстрирующая уклад жителей бриерской деревни

## Экономика
Структура занятости населения:
- сельское хозяйство — 8,6 %
- промышленность — 2,4 %
- строительство — 20,5 %
- торговля, транспорт и сфера услуг — 32,7 %
- государственные и муниципальные службы — 35,7 %

Уровень безработицы (2017 год) — 9,3 % (Франция в целом — 13,4 %, департамент Атлантическая Луара — 11,6 %). 

Среднегодовой доход на 1 человека, евро (2017 год) — 21 710 (Франция в целом — 21 110, департамент Атлантическая Луара — 21 910).

## Демография
Динамика численности населения, чел.:

## Администрация
Пост мэра Сен-Лифара с 2020 года занимает Клод Боде (Claude Bodet). На муниципальных выборах 2020 года возглавляемый им центристский блок победил в 1-м туре, получив 52,98 % голосов.
| Период | Период | Фамилия             | Партия           | Примечания                                     |
| ------ | ------ | ------------------- | ---------------- | ---------------------------------------------- |
| 1978   | 1988   | Анри Бернар         |                  |                                                |
| 1988   | 1989   | Жильбер Куэ         |                  |                                                |
| 1989   | 2001   | Мишель Бернар       |                  |                                                |
| 2001   | 2001   | Жан-Ноэль д’Акремон |                  | бывший директор судоверфи Шантье де л’Атлантик |
| 2001   | 2020   | Шанталь Бриер-Куэ   | Разные правые    | сельскохозяйственный арендатор                 |
| 2020   |        | Клод Боде           | Разные центристы | заместитель директора лицея                    |

## Галерея

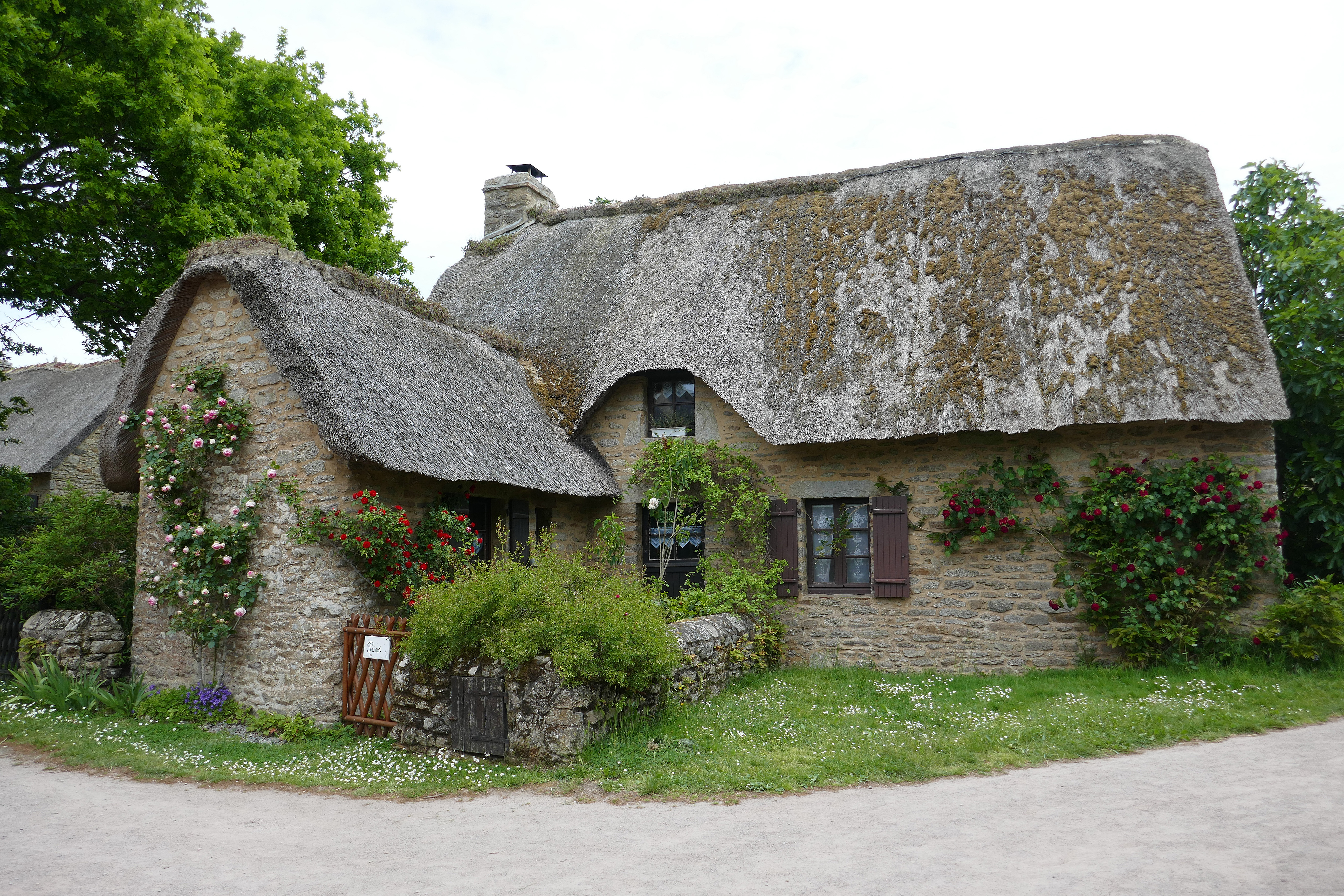
Дома в деревне Керине
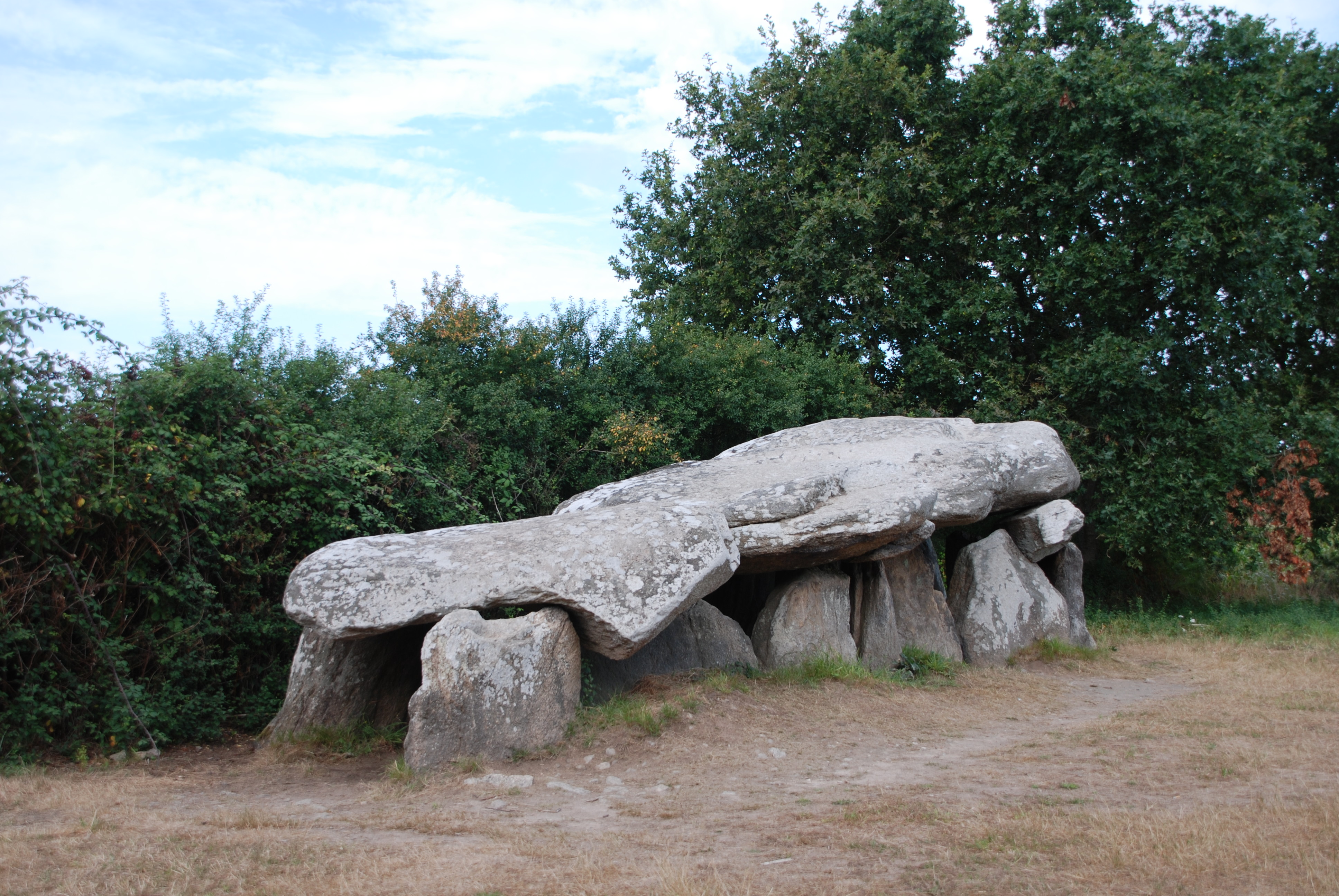
Дольмен Кербур
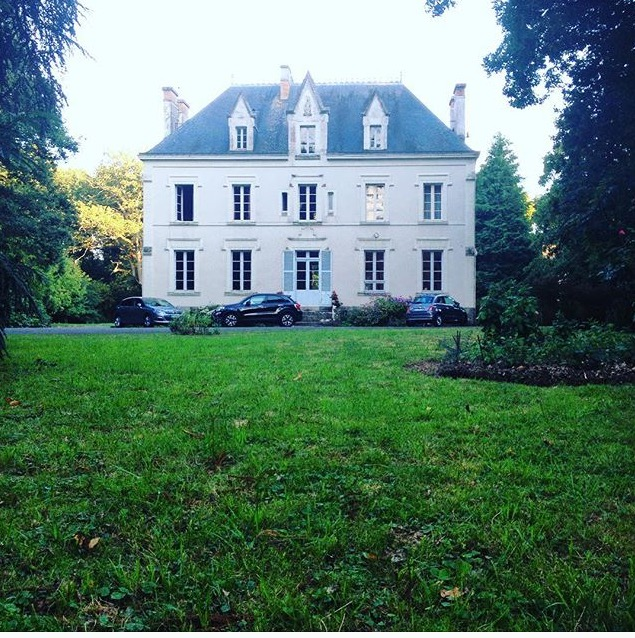
Шато Керви